# Thom Bierdz
 (mars 2011).
Thom Bierdz (25 mars 1962 à Kenosha, dans le Wisconsin) est un acteur américain. Thom Bierdz est principalement connu pour son rôle de Phillip Chancellor III dans le feuilleton télévisé Les Feux de l'amour.

## Biographie
Thom Bierdz est apparu dans le feuilleton télévisé Les Feux de l'amour de 1986 à 1989. Il incarnait Phillip Chancellor III, le fils de Phillip Chancellor II et Jill Foster, et dans une tournure surprenante, est revenu au rôle en mai 2009, 2010 et 2011.
Thom bierdz a tourné un film : The last place on earth  sous le pseudonyme de Zoey Drake ainsi que quelques web-séries dans son propre rôle.
Il a écrit un mémoire en 2009 intitulé Forgiving Troy.
En septembre 2009, la campagne pour les droits de l'homme lors d'un gala à cravate noire sur le thème « Dites votre vérité » a décerné à  Thom Bierdz un prix de visibilité pour ses contributions continues au travail caritatif pour les droits de l'homme à travers ses arts visuels, son jeu d'acteur et son écriture
Thom Bierdz sort un nouveau livre le 1er novembre 2018 : Young Gay and Restless basé sur sa vie privée en tant qu'homme gay et ses relations avec des hommes inconnus ou des célébrités durant sa vie. Il a mis un terme à sa carrière d'acteur, vivant dans une maison dans les bois loin du bruit ou il vit de son art : la peinture .

## Vie privée
Thom Bierdz est ouvertement gay, il vit actuellement en Californie depuis de nombreuses années, dans le comté de San Bernardino.
Son plus jeune frère Troy, atteint de schizophrénie paranoïde, a massacré leur mère à mort avec une batte de baseball. Il est actuellement incarcéré dans une prison du Wisconsin. En mai 2002, son autre frère Craig s'est donné la mort,.

## Filmographie

### Cinéma
- 1985 : St. Elmo's Fire : Rowdy Undergrad
- 2002 : The Last Place on Earth : Rich (en tant que Zoey Drake)

### Télévision

#### Séries télévisées
- 1986 : Les Routes du paradis : Paul Hiller
- 1986-2011 : Les Feux de l'amour : Phillip Chancellor III / Philip Chancellor
- 1993 : Matlock : Bobby Simpson
- 1994 : Les Anges du bonheur : Lenny Wimmer
- 1994 : Melrose Place : Hank
- 1994-1995 : Arabesque : Phil Carmichael, Richard Binyon
- 2012-2016 : Old Dogs & New Tricks : Bobby Burton

#### Téléfilms
- 1986 : Gladiator : Kid

## Livres
- 2009 : Forgiving Troy[5].
- 2018 : Anonymous True Accounts: How Men REALLY Feel About Being Sexually Assaulted[6].
- 2019 : They Want To Help Us: Phenomenal True-Life Accounts Of The Unexplainable: 100 Miraculous Spirit Encounters[7].